# بازارهای چندملیتی
شرکت‌های غول آسای چند ملیتی دست به ابداع یک سیستم کل زده‌اند. هر گاه که منع قانونی و فرهنگی برای فعالیت آنها وجود نداشته، آنها اهمیت مرزهای ملی را به حداقل رسانده‌اند و استراتژی‌های خود را بیشتر بر حسب جنبه‌های اقتصادی جهان ایجاد کرده‌اند. این شرکت‌ها تا حدود زیادی غیر سیاسی هستند و بیشتر به منافع سهامداران خود در هر نقطه که باشند علاقه‌مندند، تا منافع یک کشور خاص، چنانچه شرکتی به فروش مواد دارویی اشتغال دارد سودآورترین روش کار این است که استراتژی خود را بیشتر بر اساس بازارهای بین‌المللی طراحی کند تا بازار خاص یک کشور، هرچند آنچه که گفته شد تنها مثالی برای روشن شدن مطلب بود.این سیستم موجب شناخت بازارهایی می‌شود که به صورت بالقوه می‌تواند محصولات شرکت را جذب کرده یا شرکت خود را با ویژگی‌های آن بازار تطبیق دهد. در این بازارها ممکن است تنها احتیاج به سرمایه‌گذاری در تسهیلات تولیدی باشد. اگر بازار بالقوه مناسب سرمایه‌گذاری باشد این کار باید انجام شود. عوامل سیاسی و اجتماعی چنانچه به سودآوری قضیه تاثیر داشته باشند باید مورد توجه قرار گیرد. بنابراین بازار از بخش‌های ناهمگن از مصرف کنندگان تشکیل می‌شود. هدف از اینکه بازارها دسته بندی می‌شوند نیز شناسایی گروه‌های هم نیاز و هم پسند یا هم سلیقه در میان مشتریان است. در همه حال مشتریان حرف اول را می‌زنند و بازار بر اساس نظرات آنها تشکیل، تغییر و تداوم می‌یابد.